# シャーウッド
シャーウッド (Sherwood) は、アメリカ合衆国のポップ・ロックバンドである。2002年末にカリフォルニア州の、ロサンゼルスとサンフランシスコのほぼ中間に位置する、サン・ルイス・オビスポー (San Luis Obispo)にて結成された。
グループ名はディズニーのアニメ映画「ロビン・フッド」にちなむというメンバーのジョークに基づいている。2007年3月13日に発表した2ndアルバム「A Different Light」は、日本でも輸入盤が異例のセールスを記録した。2009年には3rdアルバム「QU」をリリースし、全米アルバムチャートにて初登場91位を記録した。

## メンバー

### 現在
- ネイト・ヘンリー/Nate Henry (ヴォーカル・ベース)
- ジョー・グリーネッツ/Joe Greenetz (ドラム)
- ダン・コウ/Dan Koch (ギター)
- デイヴ・プロベンザノ/Dave Provenzano (ギター)
- マイク・レイヴォビッチ/Mike Leibovich (キーボード)

### 旧メンバー
- クリス・アームストロング/Chris Armstrong (結成時のメンバー、元ギタリスト)
- Chris Keene (元キーボード担当)
- Gabe Dutton (元ギタリスト)

## ディスコグラフィー

### アルバム
| 発売日         | タイトル             | レーベル        | チャート最高位                             |
| -------------- | -------------------- | --------------- | ------------------------------------------ |
| 2005年5月31日  | Sing, But Keep Going | SideCho Records | -                                          |
| 2007年3月13日  | A Different Light    | MySpace Records | Heatseekers 11位、Independent Albums 30位  |
| 2009年10月13日 | QU                   | MySpace Records | ビルボード200 91位、Independent Albums 9位 |

### EP
- Sherwood (2004)
- Summer EP(2006)